# Hapalopus aldanus
Hapalopus aldanus là một loài nhện trong họ Theraphosidae.
Loài này thuộc chi Hapalopus. Hapalopus aldanus được miêu tả năm 2000 bởi West.